# Guilhem de Salignac
Guilhem de Salignac, scritto anche Guillem de Salignac o Salenic o Salaignac o Solonhan (fl. XIII secolo), è stato un trovatore occitano attivo tra la fine de XII e inizio del XIII secolo, originario probabilmente di Salignac (Sarlat).

## Opera
Gli viene attribuito un descort, conteso, fra gli altri, da Guiraut de Salignac, con il quale Guilhem potrebbe identificarsi.
Descort
 Per solatz e per deport

          me conort

          e.m don'alegransa;

  e ja no feira descort,

          s'ieu acort

          e bon'acordans

          trobes ab lieys, qu'am plus fort,

          c'autre tort,

          vos dic ses doptansa,

          non l'ai mas l'amor qu'ie.l por;

          pietz de mort

          mi vol per semblansa.

          Ma de aluzengiers mi lau,

          car fan cujar qu'ieu am alhor,

          e pueis demando.m que fan

          ni on ai pauzada m'amor;

          et ien car son mal e bran,

          tem los tan que dirai la lor;

          la genser es c'om mentau

          e la mielher de sa ricor;

          franqu'e de bela paria,

          gen parlan, de bel solatz

          la trobaretz cascun dia

          e tot cant fai ni ditz platz;

          seus e pretz e cortesia,

          gajez'e fina bentatz

          estan en lieis nuech e dia,

          si tot enueja.ls malvatz.

          D'al re non cossire,

          que.m des;

          sos dons plazens rire

          m'a donat martire

          engres;

          on qu'ieu an ni.m vire,

          e.l cor la remire

          ades

          e pense e cossire,

          e non l'aus ges dire

          m'ames.

          Que sobranors qu'ieu l'ai m'en te,

          e paors que l'enueg desse,

          mas en loc de clamar merce

          l'ai fin'amor e bona fe.

          Que tau can mars e terra te,

          non a tan fin aman co me.

          La valens reina mante

          domnei, fina beutat ab se,

          part totas las donas c'om ve;

          e non ai sobredig de re.

          De monferriol non dic re,

          mas valor e fin pretz mante.

### Componimenti

#### Cansos
- En atretal esperansa[3]

- Nulhs hom no sap que s'es grans benanansa[4]

- A vos cuy tenc per dompn' e per senhor[5]

#### Descort
- Per solatz e per deport[6]